# День Перемоги в Європі

Вінстон Черчилль вітає натовп у Вайтхолл в день національної трансляції з приводу перемоги над Німеччиною.

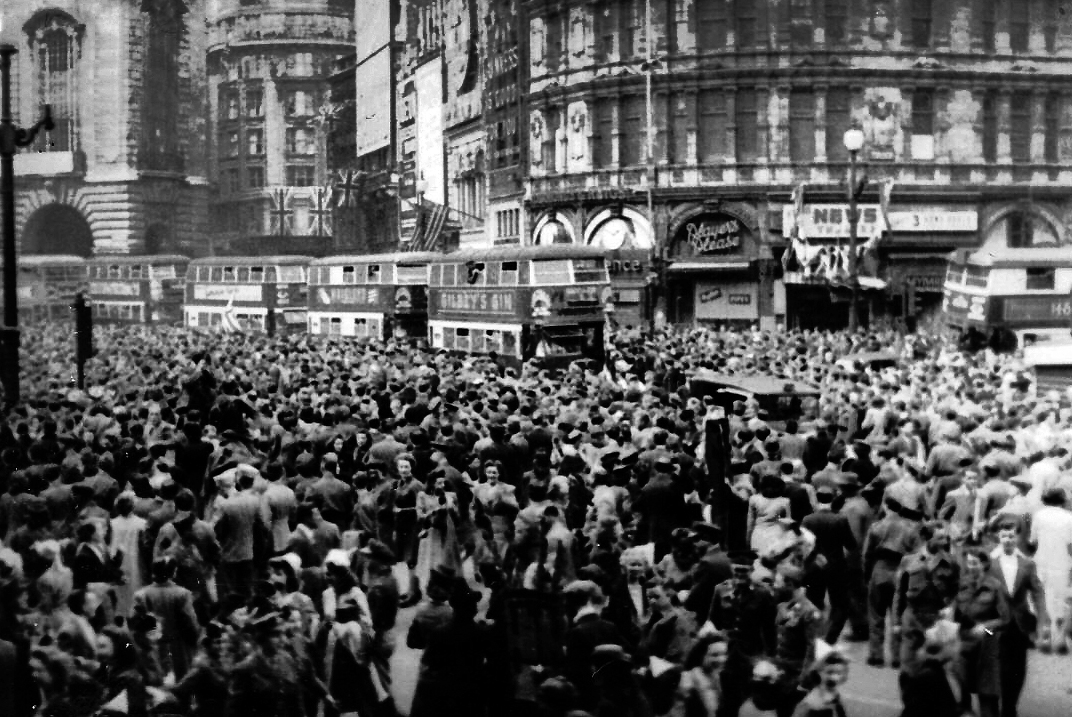
Святкування на площі Пікаділлі, 1945.

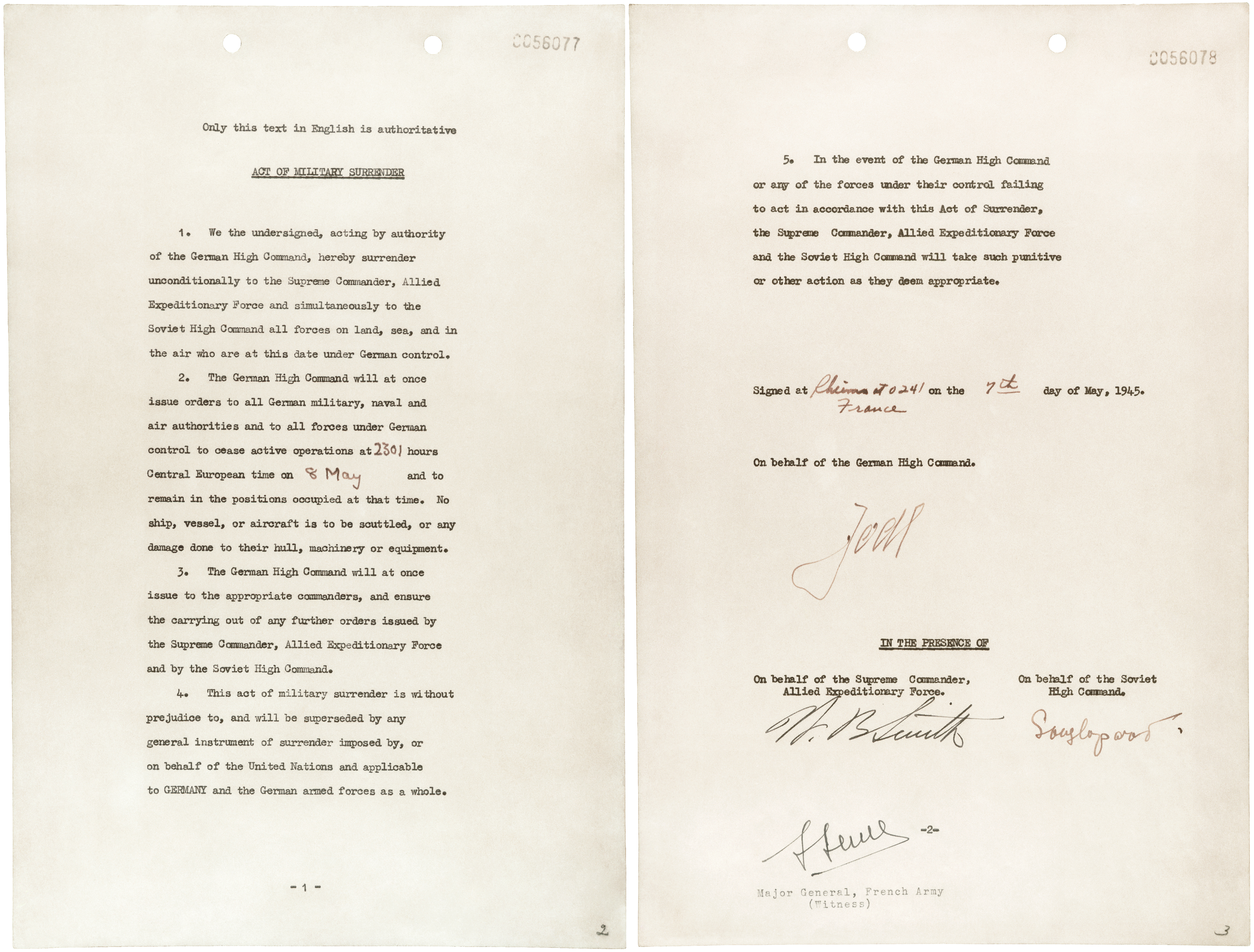
Папери про капітуляцію підписані в Реймсі 7 травня 1945.

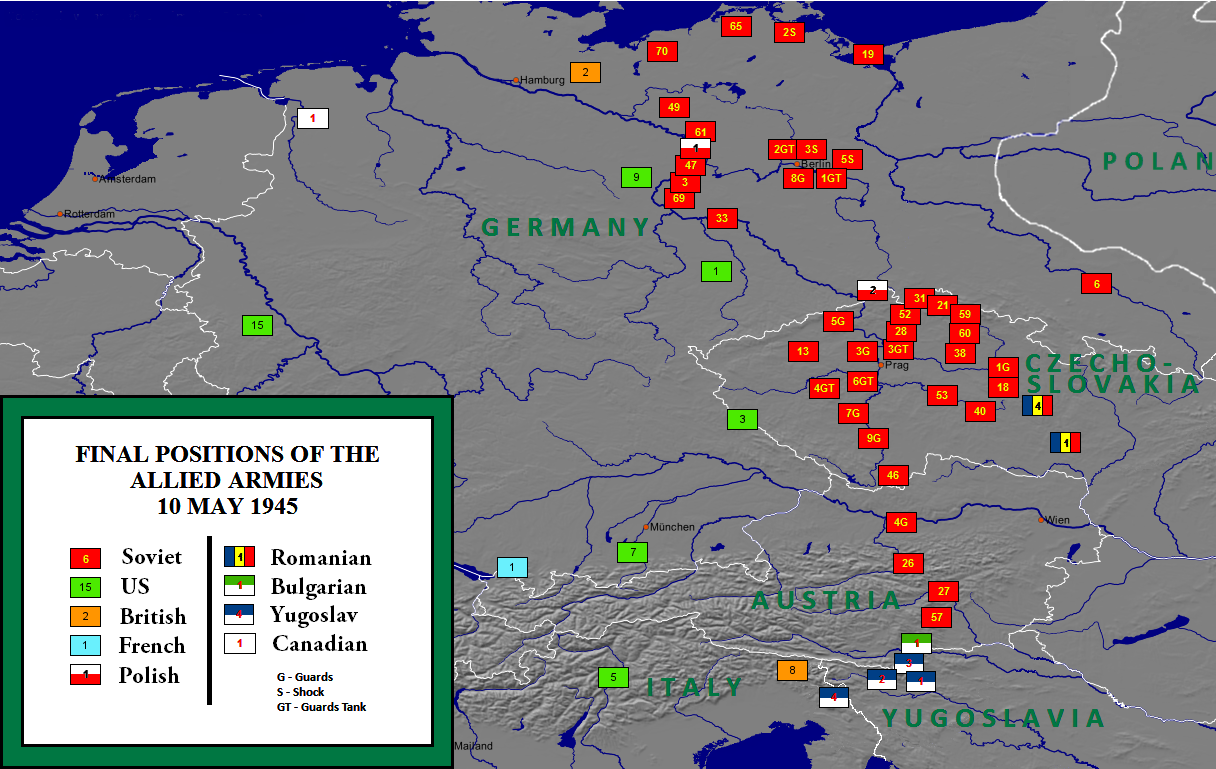
Завершальна позиція союзних і радянських армій в травні 1945.

День Перемо́ги в Євро́пі (англ. Victory in Europe Day, скорочено англ. V-E Day, VE Day, або ж просто англ. V Day) влаштовується на згадку про 8 травня 1945 (в країнах британської Співдружності 7 травня 1945), дату, коли Антигітлерівська коаліція офіційно прийняла беззастережну здачу збройних сил нацистської Німеччини. Формальна здача німецьких окупаційних військ на Нормандських островах не відбулась до 9 травня 1945. 30 квітня, під час битви за Берлін, Адольф Гітлер вчинив самогубство, отже капітуляція Німеччини була погоджена його наступником, президентом Німеччини Карлом Деніцом. Акт військової здачі був підписаний 7 травня в Реймсі, Франція (повторно підписаний за наполяганням Сталіна 8 травня у Берліні, Німеччина).

## Святкування
Цього дня, 8 травня 1945, в багатьох містах Європи були проведені велелюдні святкові заходи. У Великій Британії більш ніж мільйон людей вийшло на вулиці з нагоди святкування завершення війни в Європі. У Лондоні юрби зібрались на Трафальгарській площі і вгору Меллом до Букінгемського палацу, де король Георг VI і королева Єлизавета разом із прем'єр-міністром Вінстоном Черчиллем вітали народ з балкона палацу. Принцесі Єлизаветі (майбутній королеві Єлизаветі II) та її сестрі принцесі Маргарет дозволили анонімно гуляти посеред юрби і брати участь у святкуванні.
В США президент Гаррі Трумен, для якого це був 61 день на посту президента, присвятив перемогу пам'яті свого попередника, Франкліна Рузвельта, який помер від крововиливу в мозок менш ніж за місяць до цього, 12 квітня. Прапори залишались приспущеними на ознаку 30-денної жалоби. Грандіозне святкування пройшло вулицями Чикаго, Лос-Анджелеса, Маямі і особливо нью-йоркським Таймс-Сквером. Святкування дня перемоги в Канаді було затьмарене бунтом у Галіфаксі.